# A Sei Voci
Le groupe A Sei Voci était un ensemble vocal français, fondé en 1977, spécialisé dans les répertoires Renaissance et baroque.

## Historique
Fondé par Alain Zaeppfel, Rachid Safir, Régis Oudot, Bernard Fabre-Garrus, Pierre-Yves Le Maigat, Xavier Tamalet, autour du premier enregistrement en 1978 des Lamentations à quatre, cinq et six voix de Cristobal de Morales, le projet musical d'A Sei Voci s'est construit selon trois grands axes :
- La musique de la Renaissance, notamment celle de Cristobal de Morales et de Carlo Gesualdo (dont ils réalisent le premier enregistrement intégral des Répons de la Semaine Sainte) est à l’origine de la création de l’ensemble. L’interprétation de la musique franco-flamande, celle de Josquin Desprez en particulier, est une spécialité de l’ensemble. Peu à peu, A Sei Voci étend son regard vers d'autres compositeurs anglais, italiens, portugais et espagnols.
- La musique baroque italienne du XVIIe siècle qui, à partir des années 1990 et de la rencontre du musicologue Jean Lionnet, devient une préoccupation essentielle. L’exploration de ce répertoire donne lieu à des créations et enregistrements discographiques (Bencini, Jommelli, Fabri, Cazzati, Perti…).
- La musique contemporaine, dernier volet de la trilogie, permet à A Sei Voci de s'impliquer par ses commandes dans le domaine de la création. C’est ainsi que plusieurs compositeurs, notamment Thierry Escaich, Michel Decoust, Guy Reibel et Michaël Levinas, ont écrit pour A Sei Voci.

En 1991, l'équipe se renouvelle autour de Bernard Fabre-Garrus. Elle forme un noyau de quatre chanteurs : Thierry Bréhu, James Gowings, Raoul Le Chenadec et Bernard Fabre-Garrus. Il a été élu Ensemble vocal de l'année aux Victoires de la musique classique en 1994.
À la fin des années 1990, A Sei Voci est accueilli en résidence à la Ville de Sablé-sur-Sarthe. L'ensemble a été l'un des huit membres fondateurs de la FEVIS, créée en 1999.
Accueilli en résidence à Cholet, l'ensemble A Sei Voci devait néanmoins cesser ses activités en septembre 2011 pour des raisons économiques.

## Discographie

### SérieJosquin Desprez
- 1993 : Josquin Desprez : vol. 1 - Missa Ave maris stella. Motets à la Vierge. Astrée 8507.
- 1995 : Josquin Desprez : vol. 2 - Missa De beata Virgine. Motets à la Vierge. Astrée 8560.
- 1997 : Josquin Desprez : vol. 3 - Missa Hercules Dux Ferrariae. Astrée E 8601.
- 1997 : Josquin Desprez : vol. 4 - Missa Gaudeamus & Motets à la Vierge. Astrée E 8612.
- 2000 : Josquin Desprez : vol. 5 - Missa Pange Lingua & Motets. Astrée E 8639.
- 2001 : Josquin Desprez : vol. 6 - Messes de l'Homme Armé. Avec la Maîtrise des Pays de Loire[4]. Astrée E 8809.

### Enregistrements sur un compositeur
- 1979 : Cristobal de Morales : "Lamentations de Jérémie, Sabbato Sancto"
- 1982 : Carlo Gesualdo : Tenebrae Responsoria. Benedictus. Miserere. Erato 97411, Warner Classics 2564 62782, Apex.
- 1982 : Cristobal de Morales : "Lamentations de Jérémie, Feria quinta ; Feria sexta ; Sabbato Sancto". Le Chant du Monde: 33t LDX 78680
- 1985 : L'Art sacré de Josquin Desprez. Forlane 16552.
- 1987 : Guillaume Costeley : Musicque LP Erato 1981 ; réédition CD Erato 1999
- 1991 : Giovanni Gabrieli : Sacrae Symphonae. Avec Les Sacqueboutiers de Toulouse. LP Adda, réédition CD Accord 472,351.
- 1992 : Elzéar Genet, dit Carpentras : Lamentations du Prophéte Jérémie. Erato. MusiFrance 2292-45021.
- 1993 : Charles d'Helfer : Requiem, messe de funérailles des ducs de Lorraine. A Sei Voci. Avec La Psallette de Lorraine et Les Sacqueboutiers de Toulouse. Astrée 1994 ; réédition, Naïve 2010[5]
- 1994 : Gregorio Allegri : Miserere a 9. Missa Vidi Turbam Magnam. De ore prudentis Repleti sunt omnes. Cantate domino. Miserere. Astrée E 8524.
- 1995 : Clément Janequin : Le Verger de Musique. Avec l'ensemble de violes Labyrinthes. Astrée 8571.
- 1995 : Pietro Paolo Bencini : Vesperae Beatae Virginis in Sancto Pietro Romae. Astrée 8540
- 1996 : Niccolo Jommelli : Vesperae in Sancto Petro Romae. Miserere. Astrée 8590 (2 CD).
- 1998 : Bartolomeo de Escobedo (en) : Missa Philippus Rex Hispaniæ. Avec Les Sacqueboutiers de Toulouse et le Chœur Philippus Rex Hispaniæ. Astrée 8640.
- 1999 : Stefano Fabri : Vesperae a quattuor Choris. Astrée 8663
- 2000 : Monteverdi : Selva Morale ed altre raccolte spirituali. Naïve Astrée 8815.
- 2000 : Pietro Paolo Bencini : Ave Maria. Missa de Oliveria. Astrée 8806
- 2005 : Maurizio Cazzati : Requiem Messa e Salmi per li defonti. Studio S.M. D3030

### Anthologies
- 1981 : Salve regina – Musiques festives mariales du grégorien au 17e siècle : Giovanni Croce, Guillaume Dufay et d'autres compositeurs[6]. Avec Jean Boyer (orgue). A Sei Voci. LP Adda 1981, réédition CD Accord 1999
- 1987 : Guillaume Costeley, Guillaume de Chastillon : Airs et chansons au temps du roy Henry. A Sei Voci LP, cassette Éditions Pluriel, 1987 ; réédition CD 2010[7]
- 1999 : Une messe imaginaire – Extraits du catalogue Astrée. Naïve.
- 2003 : Ave Maria : Œuvres de Josquin Desprez, Bartolomeo de Escobedo (en) et Pietro Paolo Bencini - Extraits du catalogue Astrée

### Autre enregistrement
- 2004 : Brahms : Alto Rhapsody, op. 53, Stephanie Blythe et A Sei Voci, John Nelson. EMI